# Aïn Fares (M'Sila)
Aïn Fares è un comune dell'Algeria, situato nella provincia di M'Sila.